# Бедиасит

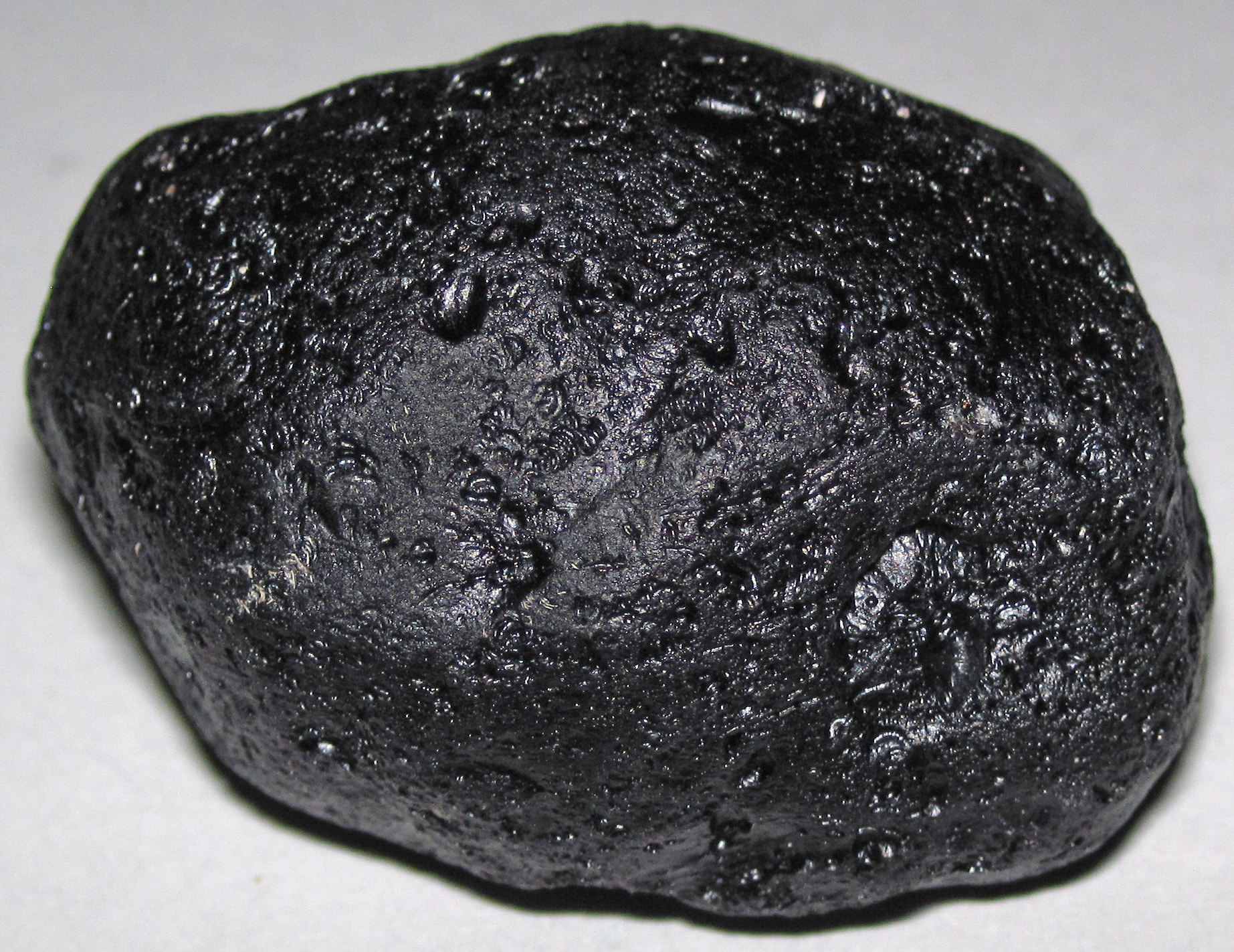
Бедиасит, юго-восток Техаса

Бедиаси́т, иногда бедиази́т (англ. Bediasite) — редкая региональная форма стекла метеоритного происхождения, тектита-импактита, встречающегося на юго-востоке США, в штате Техас. Поле и траектория разброса бедиаситов указывает на центр в Чесапикском ударном кратере, находящемся на территории штата Вирджиния, Кейп-Чарльз (Чесапикский залив), катастрофа в районе которого, как считается, произошла примерно 35 миллионов лет назад, в эпоху позднего эоцена палеогенового периода. Как и все остальные тектиты, бедиасит получил название по той местности, где его обнаружили, от небольшого городка Бедиас на северо-западе Техаса и, в конечном счёте, по самоназванию племени индейцев, живших на этой территории.:436
На данный момент с Чесапикским ударным кратером связывают два поля разброса и, как следствие, две старейшие из известных группы тектитов: чёрные техасские бедиаситы и зелёные георгианиты штата Джорджия. И те, и другие могут быть определены по возрасту в примерном диапазоне около 35-36 миллионов лет.:49

## Источник минерала

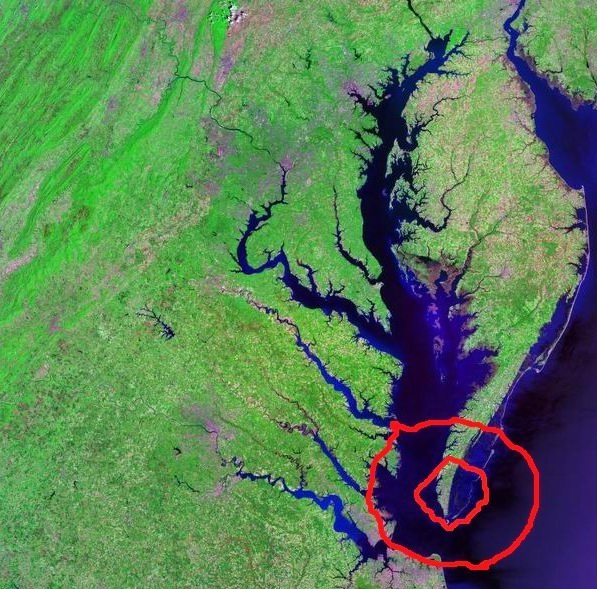
Чесапикский кратер

Ударный кратер в Чесапикском заливе образовался в результате падения крупного астероида в районе восточных берегов Северной Америки около 35,5 ± 0,3 миллиона лет назад, в поздний эоцен на территории нынешнего штата Вирджиния. Место падения метеорита находилось в южной части, почти в устье узкого залива, вытянутого в примерном направлении с юга на север. Из числа известных в современное время, Чесапикский кратер — один из самых хорошо сохранившихся «мокрых» ударных кратеров на Земле. Продолжающееся после катастрофы засыпание эпицентра воронки брекчиёй, а затем постепенное оседание отложений и осадочных пород способствовало формированию нынешних очертаний Чесапикского залива.
Астероид врезался в землю со скоростью почти 60 километров в секунду, оставив глубокую воронку в осадочных породах, а также в основных гранитах континентального фундамента. Основной первооткрыватель кратера, американский геолог Дэвид С. Поварс описывал масштаб случившейся катастрофы: «За несколько минут миллионы тонн воды, отложений и осколков породы были выброшены высоко в атмосферу, а затем рассеяны на сотни миль вдоль восточного побережья». Волна цунами накрыла береговую линию материка и, возможно, даже достигла линии Голубого хребта.
Сам метеорит в результате взрыва был полностью уничтожен, частично испарившись, вокруг воронки образовалось выносное кольцо, а низлежащие породы оказались разрушены на глубину не менее восьми километров. Оставшийся после взрыва эпицентр кратера имеет радиус около 38 км., он окружен террассообразным кольцеобразным жёлобом с плоским дном и внешним краем из обрушившихся блоков, образующих кольцевые разломы. Общий диаметр кратера превышает 85 километров. Чесапикский метеорит был определён как источник североамериканского тектитового поля, прежде всего, на территории штатов Джорджия (георгианиты) и Техас (бедиаситы).
Значительно реже обнаруживают себя связанные с чесапикской катастрофой образцы, также находящиеся в пределах поля разброса, к примеру, в штате Массачусетс, на островах Куба и Барбадос, а также на береговом шельфе у штата Нью-Джерси, в донных отложениях Мексиканского залива и в близлежащих районов Атлантического океана.

## Характеристика и распространение минерала

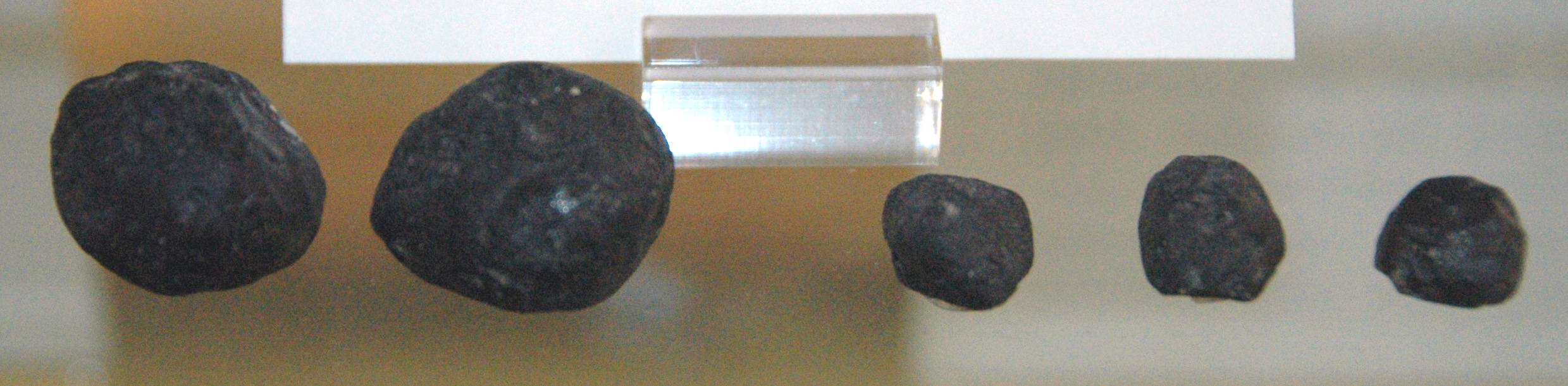
Образцы бедиаситов

Основной ареал разброса бедиаситов находится в восточной части американского штата Техас с эпицентром возле небольшого городка Бедиас, расположенного в 119 километрах к северо-западу от Хьюстона. Кроме собственно окрестностей Бедиаса, до сих пор бедиаситы были обнаружены в девяти других округах Техаса на площади более 18 000 км2. Самый крупный из когда-либо найденных экземпляров весил чуть более 200 граммов.
Первый образец бедиасита был доставлен в 1936 году в Техасский университет (город Остин) Джорджем Д. Рэмси. Одним из первых американских учёных, подробно описавших и изучивших этот образец и определивший примерный химический состав бедиаситов, стал Вирджил Барнс.:477
Чаще всего бедиаситы имеют типичную для тектитов форму округлых капель или застывших брызг. Также для них характерна и типичная для всех тектитов «рябь» на поверхности, неровности и шероховатости, так или иначе, указывающие на взрывную метеоритную природу его происхождения и застывание расплава в полёте. Поверхность отдельных образцов может быть как матовой, так и слегка блестящей.
В отличие от полупрозрачных зеленоватых георгианитов, имеющих то же происхождение, бедиаситы содержат значительно большее количество примесей. Они представляют собой почти непрозрачные куски стекловидной массы тёмно-коричневого или чёрного цвета, отдалённо напоминающие тёмный обсидиан. По своему внешнему виду и химическому составу они относятся к типу австралитов-индошинитов, хотя исследования химического состава показали, что степень разогрева исходного состава техасских образцов была меньшей, чем в случае большинства индоазиатских тектитов. Примерная температура расплава оказалась промежуточной между биллитонитами и европейскими зелёными молдавитами.:90
Чаще всего отдельные образцы бедиаситов неоднородны по внутреннему составу и структуре. Более тёмные обсидианоподобные образцы коричневого или почти чёрного цвета нередко содержат внутри себя сферические или более узкие вытянутые включения более прозрачного стекла. Анализ микропроб на кремнезём, окись титана, глинозём и окись железа даёт в случае разных образцов достаточно широкий диапазон значений.:90 При всех равных, химический состав бедиаситов значительно более богат примесями, чем георгианиты, относящиеся к тому же чесапикскому полю рассеивания. Кроме уже упомянутых окислов металлов, бедиаситы также содержат заметные примеси оксида магния, кальция, а также натриевых и калийных ионов в связанном состоянии.:90 Прежде всего, количество примесей определяет низкую прозрачность бедиаситов.